# Andries Kruger
Pas d'image ? Cliquez ici

a Compétitions nationales et continentales officielles uniquement.

Dernière mise à jour le 7 juillet 2021.
Andries Gerhardus Kruger, né le 19 juin 1984, est un joueur sud-africain de rugby à XV évoluant aux postes de deuxième ligne et troisième ligne.

## Carrière
Andries Kruger commence sa carrière professionnelle en Afrique du Sud avec les Falcons en Currie Cup en 2006. 
En 2007, il rejoint les Border Bulldogs en Vodacom Cup pour deux saisons. 
En 2011, il rejoint les Pumas, toujours en Afrique du Sud, avec qui il évolue durant deux saisons.
En 2011, il revient à l'US Carcassonne en Pro D2 après avoir fait une pige au sein du club durant la saison de Fédérale 2 2006-2007. Il est replacé au poste de troisième ligne. 
A l'été 2015, il rejoint Soyaux Angoulême XV Charente en Fédérale 1. Il participe à la montée du club en Pro D2 en 2016. En 2019, il enchaîne les blessures avec une opération du biceps en janvier, puis en octobre 2019, face au Stade aurillacois, il rompt les ligaments croisés du genou. Cette blessure marque la fin de sa saison mais également la fin de sa carrière professionnelle,.

## Palmarès
Néant.